# Lerin Duarte
Lerin Duarte (* 11. August 1990 in Rotterdam, Niederlande) ist ein niederländischer Fußballspieler.